# "A" Device

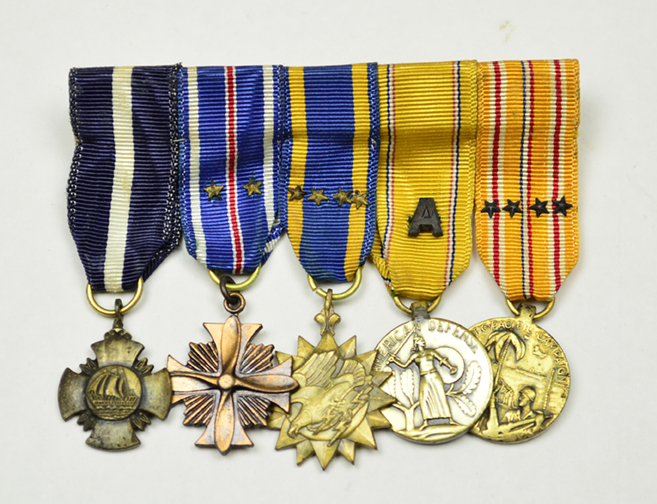
Médailles décernées à Douglas Alan Clark (US Navy); la American Defense Service Medal est le deuxième à partir de la droite, avec un "A" Device, indiquant un contact belligérant avec les Puissances de l'Axe dans l'Océan Atlantique entre le 22 juin et le 7 décembre 1941.

Le "A" Device (dispositif "A") est une lettre "A" miniature en bronze de 1⁄4 pouce, avec ou sans empattements, dont le port est autorisé par les forces armées des États-Unis en tant que dispositif de médaille et de ruban pour deux récompenses militaires. Elle est ajoutée aux rubans de service à l'étranger pour indiquer le théâtre d'action.
Le Arctic "A" Device [dispositif arctique "A" ] (avec empattements), s'il est autorisé, peut être attaché au centre du Air Force Overseas Ribbon - Short Tour (ruban d'outre-mer de l'armée de l'air - Short Tour), pour le service à partir du 10 février 2002. Si le port d'une feuilles de chêne est également autorisé sur le ruban, l'insigne "A" est porté à la droite de toute grappe de feuilles de chêne sur le ruban.
Le Atlantic "A" Device [dispositif "A" de l'Atlantique] (sans empattements), s'il est autorisé, peut être attaché au centre du ruban de suspension et de service de la Médaille américaine du service de défense pour le service effectué entre le 22 juin et le 7 décembre 1941. Le dispositif "A" est porté à la place de toute étoile de bronze autorisée de 3⁄16 pouces qui est portée sur la médaille et le ruban de service.

## Histoire
Le dispositif "A" n'est autorisé que pour l'Air Force Overseas Ribbon - Short Tour, actuellement en usage, et l'American Defense Service Medal, qui n'est plus en usage. Les deux représentations de l'insigne "A" sont différentes. Le dispositif arctique a des empattements, tandis que le dispositif atlantique ("dispositif de l'axe") n'a pas de "pieds" (sans empattement).

### Atlantic Device (Seconde Guerre mondiale)
L'American Defense Service Medal a été la première récompense militaire à utiliser le "A" Device, appelé "dispositif de l'Atlantique" (parfois appelé "dispositif de l'Axe"). Le port du dispositif "A" a été autorisé (à la place d'une étoile de bronze de 3⁄16 pouces qui était portée à la place de l'agrafe de service sur la récompense) sur la médaille et le ruban de service par tout membre de l'United States Navy, de l'United States Marine Corps ou de l'United States Coast Guard ayant servi sur certains navires dans l'océan Atlantique entre le 22 juin et le 7 décembre 1941 qui ont participé à un conflit armé, ou à un conflit armé potentiel, avec les forces de l'Axe dans l'Atlantique (les forces navales de la Kriegsmarine de l'Allemagne nazie). Ce personnel s'est vu décerner l'American Defense Service Medal avec l'"Atlantic Device" (service dans la flotte de l'Atlantique), l'intention étant de reconnaître ceux qui avaient participé à la "guerre non déclarée" alors que les États-Unis aidaient la Grande-Bretagne avec des convois de guerre et l'interdiction des sous-marins allemands (U-boat)
.

### Arctic Device (USAF)

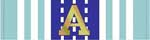
Air Force Overseas Service Ribbon (Short Tour) avec Arctic Device

Le "A" Device est devenu obsolète après la Seconde Guerre mondiale et n'est réapparu qu'en 2002 (autorisé le 10 février 2002). À cette date, l'armée de l'air des États-Unis a déclaré que le port du "A" Device", désormais connu sous le nom "Arctic Device" (insigne arctique), serait autorisé pour les personnes ayant reçu l'Air Force Overseas Service Ribbon (Short Tour), pour des périodes de service au nord du cercle polaire arctique.
Depuis le 8 février 2007, seuls les aviateurs et les gardiens affectés à la base spatiale de Pituffik (au nord-ouest du Groenland) peuvent prétendre à l'insigne "A" (Arctique). Bien qu'une partie de l'Alaska se trouve à l'intérieur du cercle polaire arctique, il n'y a pas de bases militaires américaines dans cette région. Le "A" est porté au centre du ruban, sauf lorsqu'il est porté avec des feuilles de chêne. Lorsque le port des feuilles de chêne est autorisé sur le ruban, le "A" est placé à la droite des feuilles de chêne sur le ruban. Un seul "A" peut être porté sur le ruban.